# Woolloomooloo (discotheek)

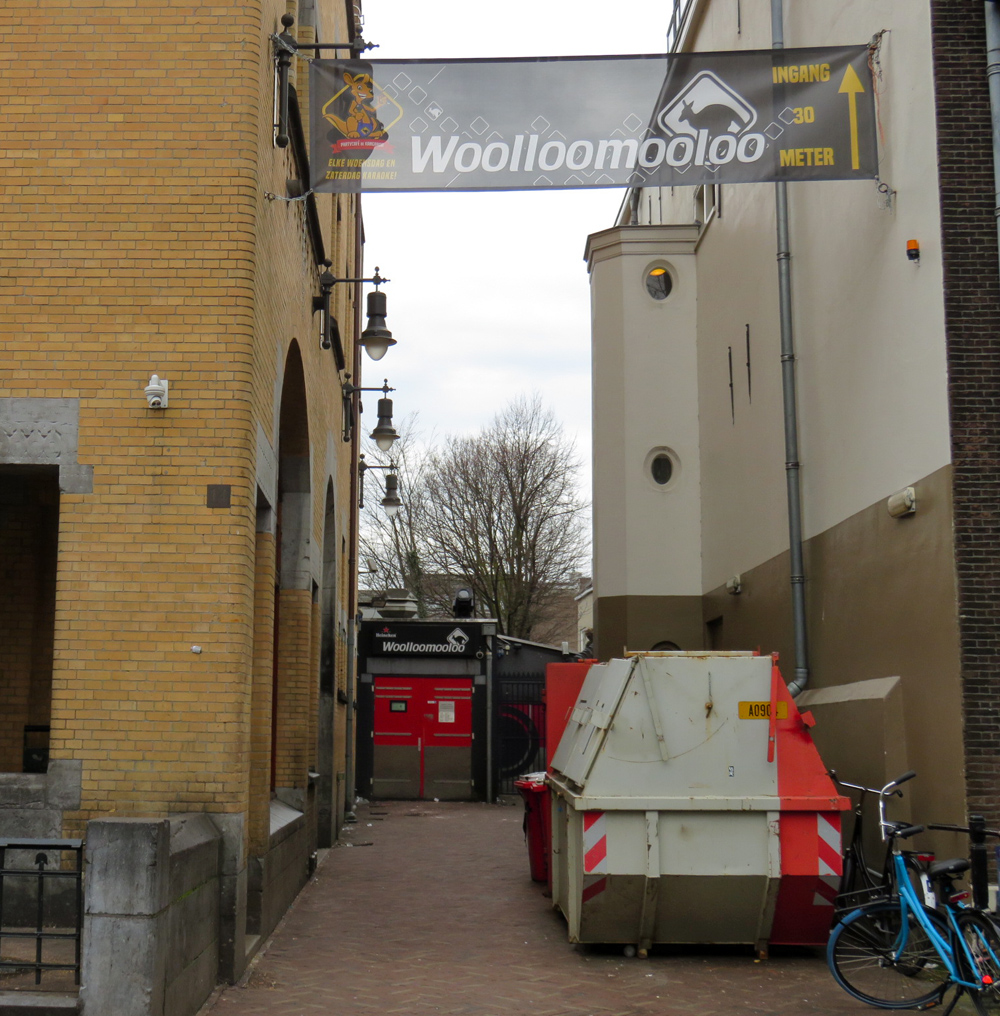
Ingang van discotheek Woolloomooloo naast het Sociëteitsgebouw PhRM van het Utrechtsch Studenten Corps (USC)

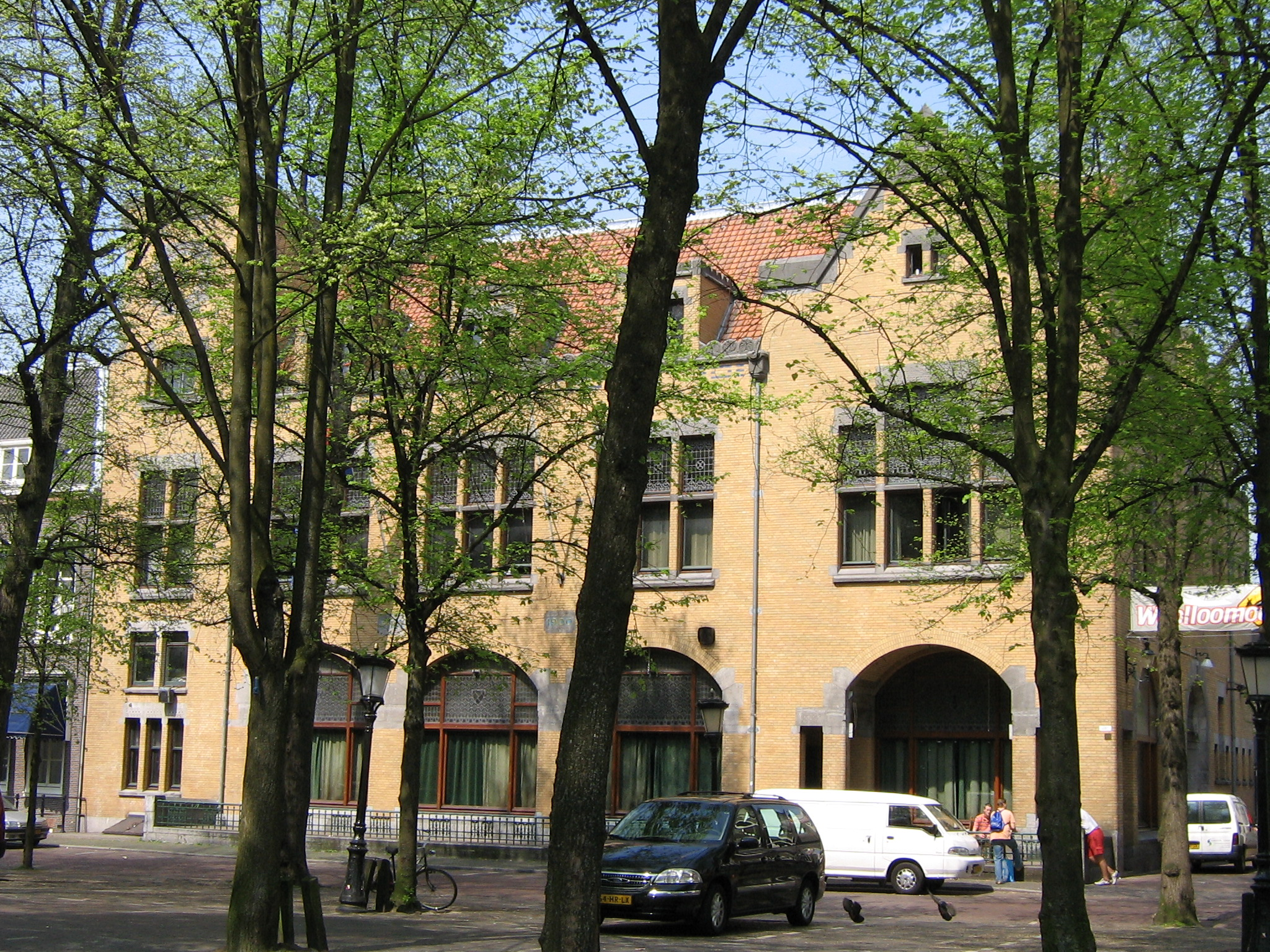
Sociëteitsgebouw PhRM van het USC, waarachter zich discotheek Woolloomooloo bevindt

Woolloomooloo, ook bekend als Hare Majesteits Eerste Discobar of de Woo, is een discotheek gelegen aan het Janskerkhof 14 in Utrecht. De discotheek is eigendom van het Utrechtsch Studenten Corps (USC) en wordt geëxploiteerd door leden van deze vereniging. Woolloomooloo is vijf dagen per week geopend voor iedereen met een collegekaart.

## Geschiedenis
Tijdens de Tweede Wereldoorlog werd sociëteit PhRM van het Utrechtsch Studenten Corps geconfisqueerd door de Duitse bezetter en als hun Utrechtse hoofdkwartier gebruikt. Toen het gebouw na de oorlog weer door het USC overgenomen werd, bleek dat de Duitsers een bunker in de tuin achter de sociëteit hadden gebouwd. Hier werd lange tijd niets mee gedaan totdat in 1970 het voor die tijd unieke idee ontstond om een discotheek voor studenten te beginnen. Een deel van de bunker werd als discotheek in gebruik genomen.

## Succesjaren en pasjessysteem
De Woo bleek, afgaande op de bezoekersaantallen, een doorslaand succes: ze was de eerste disco in Utrecht met ongelimiteerde openingstijden, en hanteerde als eerste in Nederland een pasjessysteem bij de entree. Het was de enige uitgaansgelegenheid voor studenten in Utrecht en bekend in studerend Nederland.
Nadat er andere discotheken verschenen liepen deze hoge bezoekersaantallen terug, maar de Woo heeft zich altijd kunnen handhaven. Niet alleen studenten overigens: bekende artiesten als Herman Brood, Jules Deelder, Marco van Basten en de leden van Het Goede Doel en Simply Red hebben de Woolloomooloo in de loop der jaren bezocht. In 1984 werd de Woolloomooloo beschuldigd van discriminatie: meisjes mochten, in tegenstelling tot jongens, wel zonder pasje naar binnen. Een rechtszaak werd gevoerd. Sindsdien is een pas voor iedereen verplicht.
Aan het interieur van de Woolloomooloo is lange tijd niets veranderd: de inrichting bleef dertig jaar vrijwel hetzelfde. In 2000 werd de disco voor het eerst grondig verbouwd: het dj-meubel, de bars en de dansvloer kregen een nieuwe plaats. In 2008 ten slotte zijn het in- en exterieur opnieuw geverfd, de dansvloer wederom vernieuwd, en is het sanitair van de dames- en heren-wc’s opgeknapt.

## Fred
Nadat in 1970 de Woo werd opgericht, was het jarenlang elke avond vol in de discobar. Het publiek was in die tijd zeer gevarieerd: vrijwel alle subculturen konden in de Woo gezien worden. Na het toenemen van drugsgebruik werd een strenger deurbeleid ingezet, en daarvoor werd in 1973 Fred Prang (1953-2020) aangetrokken. Hij leek de aangewezen persoon, gezien zijn werk in café De Trechter, dat als eerste in Nederland een gedoogbeleid ten opzichte van drugs hanteerde. Fred is sindsdien altijd de vaste horecaportier van de Woo geweest.
Ook hij verwierf, net als de discotheek, grote bekendheid binnen het Nederlandse studentenleven. Hij overleefde meerdere steekincidenten en een schietpartij; mede naar aanleiding hiervan droeg hij een tijd lang een kogelvrij vest tijdens zijn werktijd. Vanwege zijn lange staat van dienst kreeg hij in 2004 een koninklijke onderscheiding en werd benoemd tot Lid in de Orde van Oranje-Nassau, hetgeen hem gekscherend de bijnaam "Hare Majesteits Eerste Ridder" opleverde.